# Skaner do filmów
Skaner do filmów – wyspecjalizowany skaner służący do przetwarzania obrazów z błon fotograficznych (potocznie filmów) do postaci cyfrowej. Najpopularniejsze skanery do filmów służą do skanowania małoobrazkowych (format 35 mm) diapozytywów i negatywów, są dostępne również skanery do filmów średnioformatowych i wielkoformatowych. Skanowany materiał fotograficzny może być umieszczany w skanerze w postaci pojedynczych klatek lub krótkich odcinków filmu i wprowadzany jest do urządzenia po umieszczeniu ich w odpowiednich ramkach bądź ramach, lub też cały film może być wprowadzany do skanera za pomocą specjalnego wkładownika.
Nowoczesne skanery do filmów poza skanowaniem samego obrazu, bardzo często skanują również powierzchnię filmu w celu uzyskania informacji o jego uszkodzeniach i zabrudzeniach. Informacja ta jest wykorzystywana przez skaner do interpolacji obrazu w miejscach, gdzie występują uszkodzenia, przy jednoczesnym pominięciu wizualnie podobnych efektów będących zawartością obrazu.